# Jászárokszállás
Jászárokszállás là một thành phố thuộc hạt Jász-Nagykun-Szolnok, Hungary. Thành phố này có diện tích 77,17 km², dân số năm 2010 là 7962 người, mật độ 103 người/km².